# Litania do Miłosierdzia Bożego
Litania do Miłosierdzia Bożego – litania ku czci Miłosierdzia Bożego. Powstała na podstawie objawień św. Faustyny Kowalskiej, która w swoim Dzienniczku spisywała wezwania, które następnie wykorzystał błogosławiony ks. Michał Sopoćko przy tworzeniu modlitwy.